# 布兰德
布兰德是德国巴伐利亚州的一个市镇。总面积9.48平方公里，总人口1151人，其中男性542人，女性609人（2011年12月31日），人口密度121人/平方公里。